# Friedrich Friese II
Friedrich Matthias Theodor Friese, genannt (Friedrich) Friese II (* 5. September 1792 in Kummerow (am See); † 31. Januar 1863 in Schwerin),  war ein deutscher Organist und Orgelbauer.

## Leben

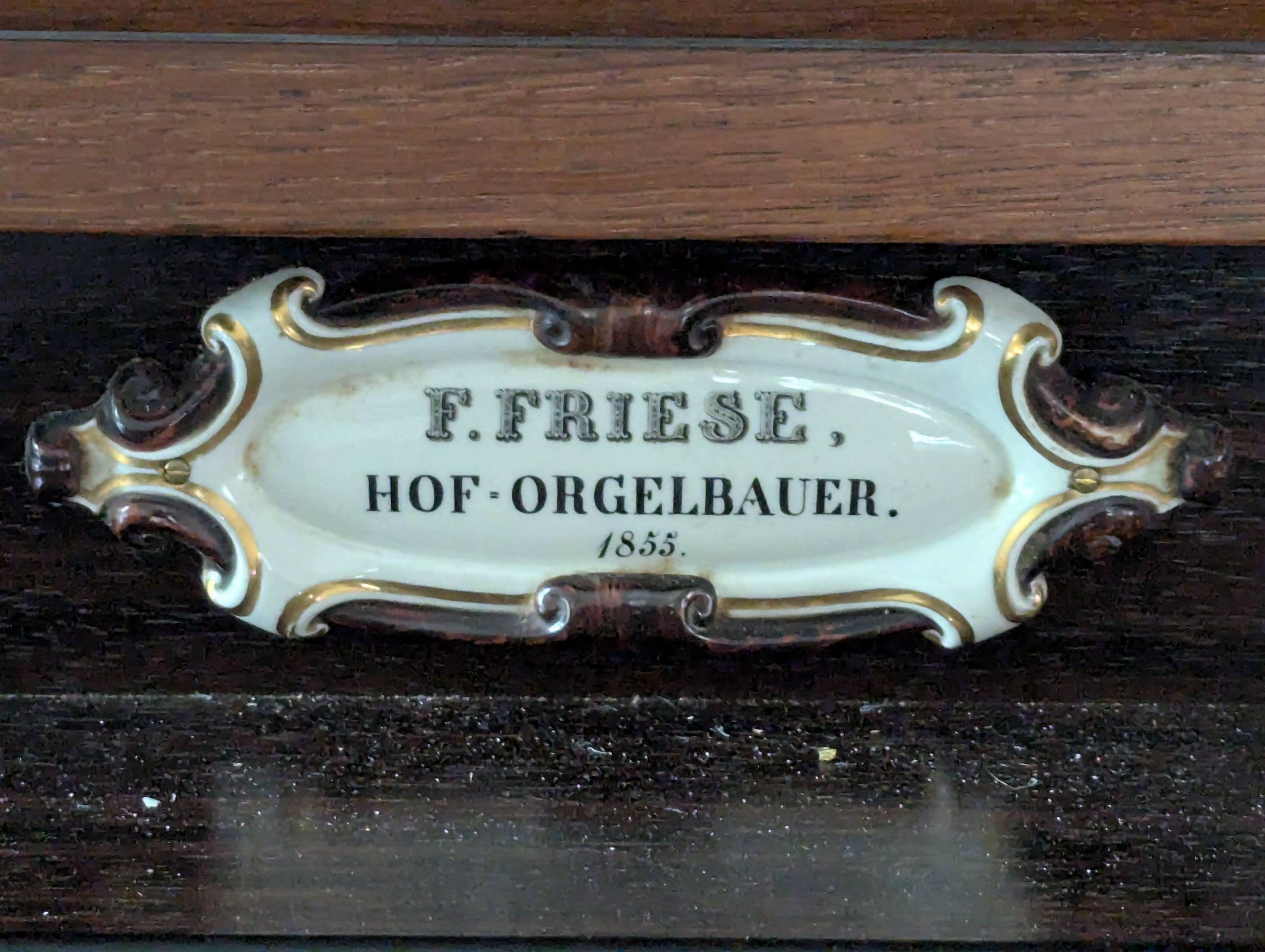
Firmenschild an der Orgel der Dorfkirche Groß Trebbow, ursprünglich in der Schlosskirche Schwerin

Friedrich Friese wurde 1792 als zweites Kind des Küsters und Organisten Johann Matthias Friese (1763–1803) und dessen Frau Maria Christina, geb. Engel, geboren. Bei seinem Paten Friedrich Jacob Friese (genannt Friedrich Friese I), dem Bruder seines Vaters, ging er ab 1807 in die Orgelbauerlehre und lernte das Orgelspiel. Aufgrund seiner guten musikalischen Ausbildung wurde er 1823 zunächst Organist an der Schweriner Schlosskirche und war seit 1825 bis zu seinem Tod Domorganist in Schwerin. Nach dem Tod seines Onkels 1833 übernahm er zusätzlich dessen Parchimer Orgelbauwerkstatt und verlegte sie nach Schwerin. Im Jahre 1835 wurde er zum Hoforgelbauer ernannt.
Aus seiner ersten Ehe gingen insgesamt 5 Kinder hervor, die zweite Ehe blieb kinderlos. Sein Sohn Friedrich Ludwig Theodor Friese (genannt Friedrich Friese III) übernahm 1856 die Orgelwerkstatt und machte sie zur bedeutendsten Orgelfirma Mecklenburgs im 19. Jh. Friedrich Friese II starb am 31. Januar 1863 in Schwerin.

## Werke
| Jahr | Ort              | Kirche        | Bild | Manuale | Register | Bemerkungen |
| ---- | ---------------- | ------------- | ---- | ------- | -------- | --- |
| 1840 | Tempzin          | Kirche        |      | I/aP    | 6        | nicht erhalten |
| 1846 | Kirch Mummendorf | Dorfkirche    |      | I/tP    | 5        | erhalten |
| 1846 | Redefin          | Dorfkirche    |      | II/P    | 14       | Umbau der alten Schweriner Schlosskirchenorgel (erbaut 1602, 1676 durch Ahasverus Schütze aus Hildesheim umgebaut) hinter neuem Prospekt. Orgel |
| 1850 | Dambeck          | Dorfkirche    |      | I/aP    | 5        | Beteiligung am Neubau von Friese III |
| 1851 | Pinnow           | Dorfkirche    |      | I/aP    | 5 (6)    | Beteiligung am Neubau von Friese III |
| 1854 | Gägelow          | Dorfkirche    |      | I/tP    | 5        | Beteiligung am Neubau von Friese III |
| 1855 | Schwerin         | Schlosskirche |      | II/P    | 14       | Beteiligung am Neubau von Friese III, 1913 in die Dorfkirche Groß Trebbow umgesetzt                                                             |